# Anolis brevirostris
Espèce
Synonymes
- Ctenonotus brevirostris (Bocourt, 1870)
- Ctenonotus brevirostris brevirostris (Bocourt, 1870)
- Anolis dominicensis wetmorei Cochran, 1931
- Ctenonotus brevirostris wetmorei (Cochran, 1931)
- Ctenonotus brevirostris deserticola (Arnold, 1980)

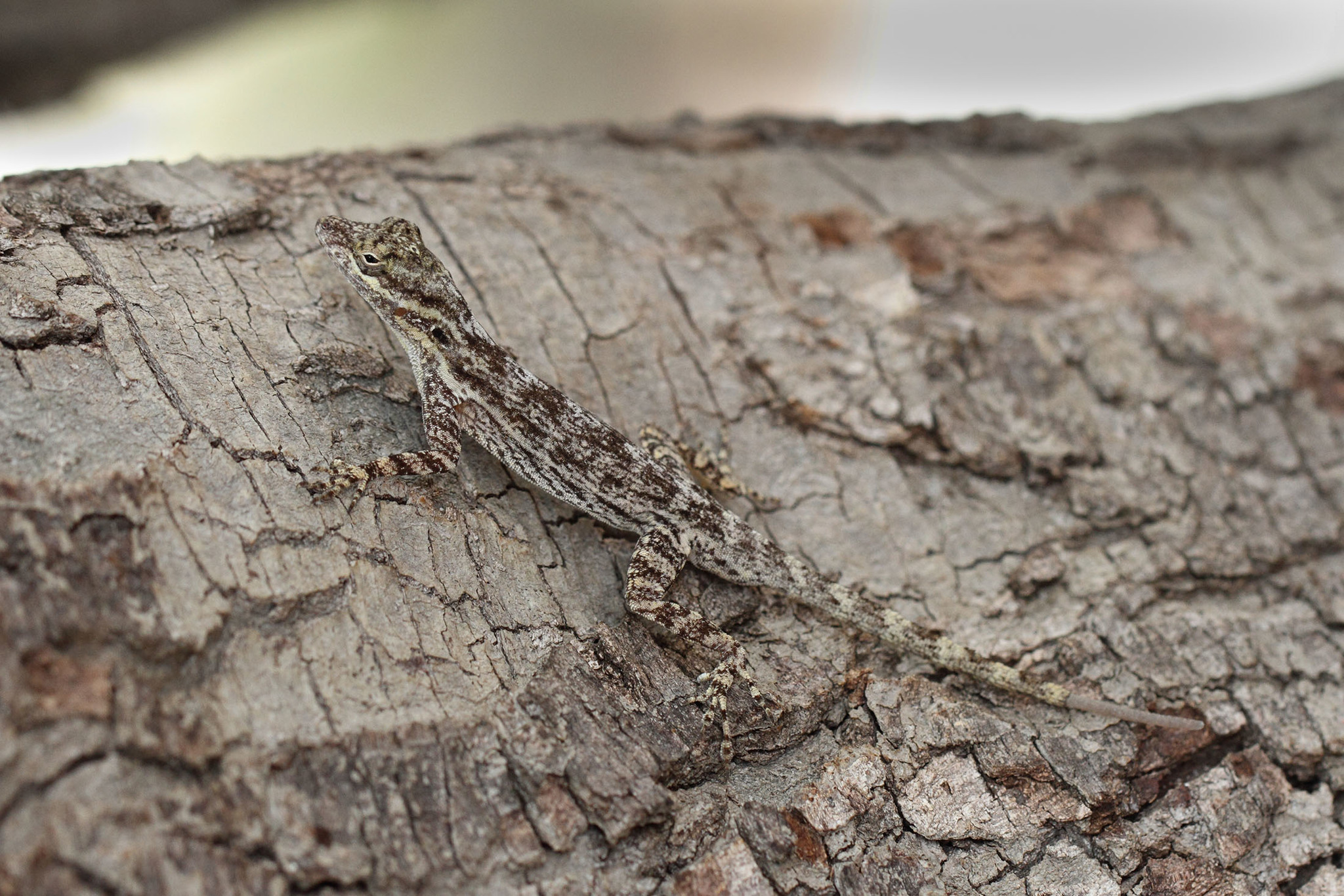
Anolis brevirostris

Anolis brevirostris est une espèce de sauriens de la famille des Dactyloidae.

## Répartition
Cette espèce est endémique d'Hispaniola. Elle se rencontre dans le Sud-Est d'Haïti et dans le sud-ouest de la République dominicaine.

## Description
Les mâles mesurent jusqu'à 50 mm et les femelles jusqu'à 45 mm.

## Liste des sous-espèces
Selon The Reptile Database (21 décembre 2012) :
- Anolis brevirostris brevirostris Bocourt, 1870
- Anolis brevirostris deserticola Arnold, 1980
- Anolis brevirostris wetmorei Cochran, 1931

## Étymologie
Son nom d'espèce, du latin brevis, « court », et rostris, « museau », lui a été donné en référence à sa morphologie.

## Publications originales
- Arnold, 1980 : Geographic variation in Anolis brevirostris (Sauria: Iguanidae) in Hispaniola. Breviora, no 461, p. 1-31 (texte intégral).
- Bocourt, 1870 : Description de quelques sauriens nouveaux originaires de l'Amérique méridionale. Nouvelles Archives du Muséum d'Histoire Naturelle de Paris, vol. 6, p. 11-18 (texte intégral).
- Cochran, 1931 : New Reptiles from Beata Island, Dominican Republic. Proceedings of the Biological Society of Washington, vol. 44, p. 89-92 (texte intégral).